# Eudonia inouei
Eudonia inouei là một loài bướm đêm trong họ Crambidae.